# Yenagoa
Yenagoa é uma cidade da Nigéria, capital do estado de Bayelsa. Sua população é estimada em  150.000 habitantes.

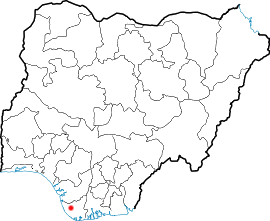
Localização de Yenagoa.